# Upaniszada Atharwasiras
Upaniszada Atharwasiras (अथर्वसिरस् उपनिषत्, upaniszada głowy Atharawana) – upaniszada Paśupatów wskazująca na postać Rudry jako esencję całego stworzenia i najwyższego boga.